# Cabalodontia
Cabalodontia là một chi nấm thuộc họ Meruliaceae.